# Boiensdorf
Boiensdorf est une commune de l'arrondissement du Mecklembourg-du-Nord-Ouest (Land du Mecklembourg-Poméranie-Occidentale).

## Géographie
Boiensdorf se trouve au nord-est de Wismar, le long de la baie du Mecklembourg, sur la mer Baltique. Près de la péninsule de Boiensdorfer Werder, se situent l'île de Poel et celle de Langenwerder.
Boiensdorf regroupe les quartiers de Niendorf, Stove et Werder.

## Histoire
La première mention écrite de la commune date de 1262 sous le nom de "Boydwinesdorf".

## Monuments
- Le moulin hollandais à Stove, construit en 1889, fonctionne encore pour les visiteurs toute l'année.

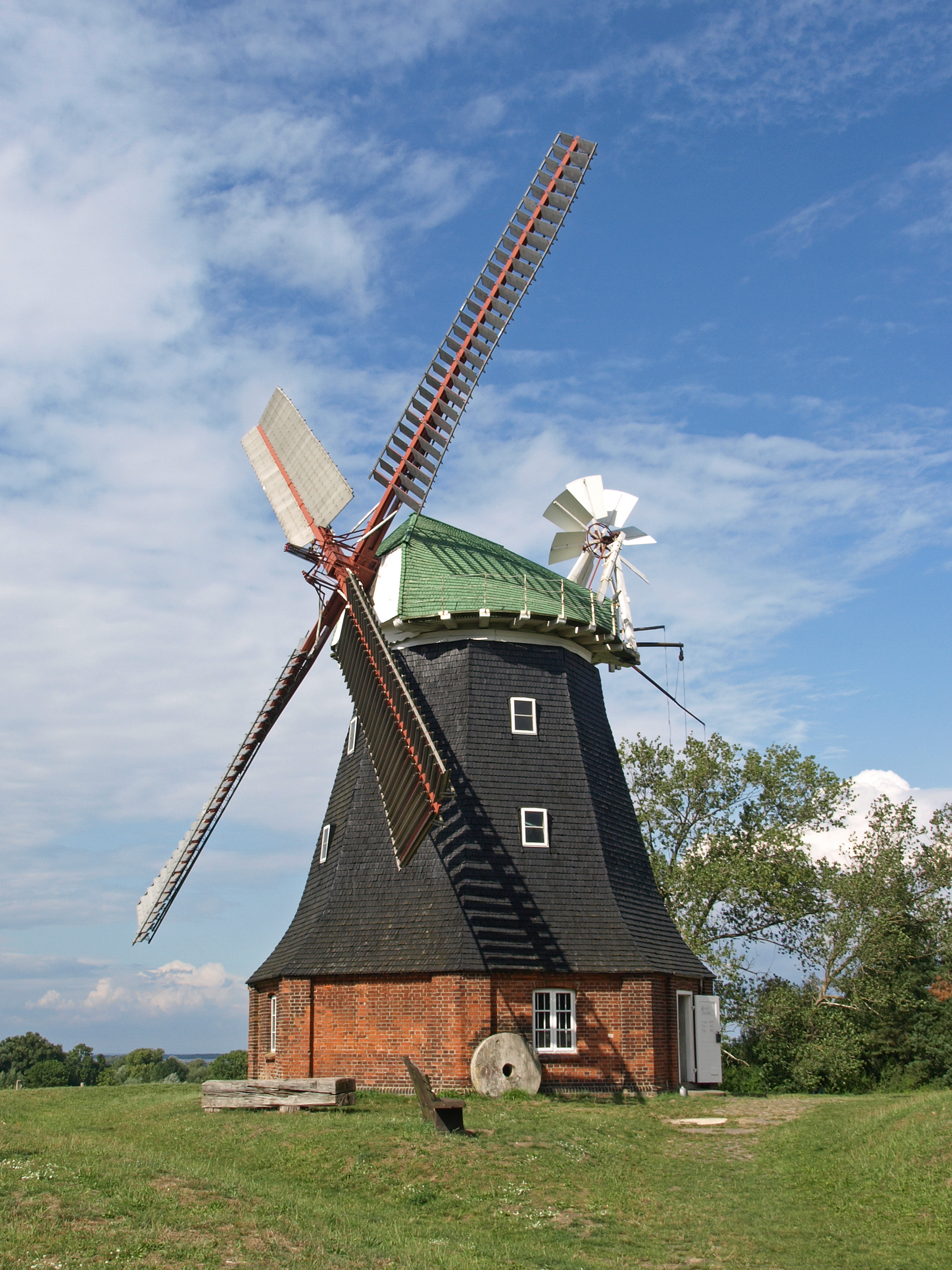
Le moulin hollandais
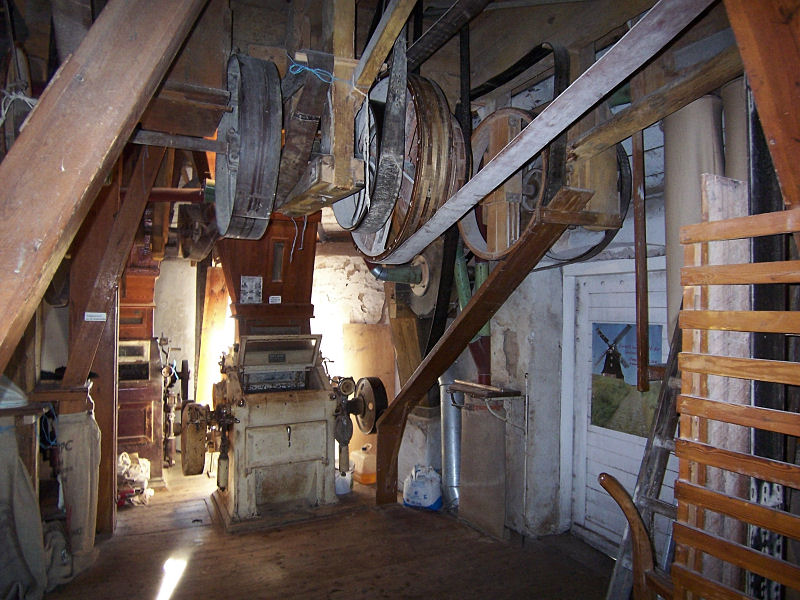
L'intérieur

## Économie et infrastructures
L'économie vient principalement de l'agriculture et de la pêche et quelques petites entreprises. Le secteur du tourisme est représenté par un camping près du Werder Boiensdorfer.
Boiensdorf est à l'est de la Bundesstraße 105 entre Wismar et Neubukow et proche de la ligne ferroviaire entre Wismar et Rostock.

## Source, notes et références
- (de) Cet article est partiellement ou en totalité issu de l’article de Wikipédia en allemand intitulé « Boiensdorf » (voir la liste des auteurs).